# Mina Andreeva

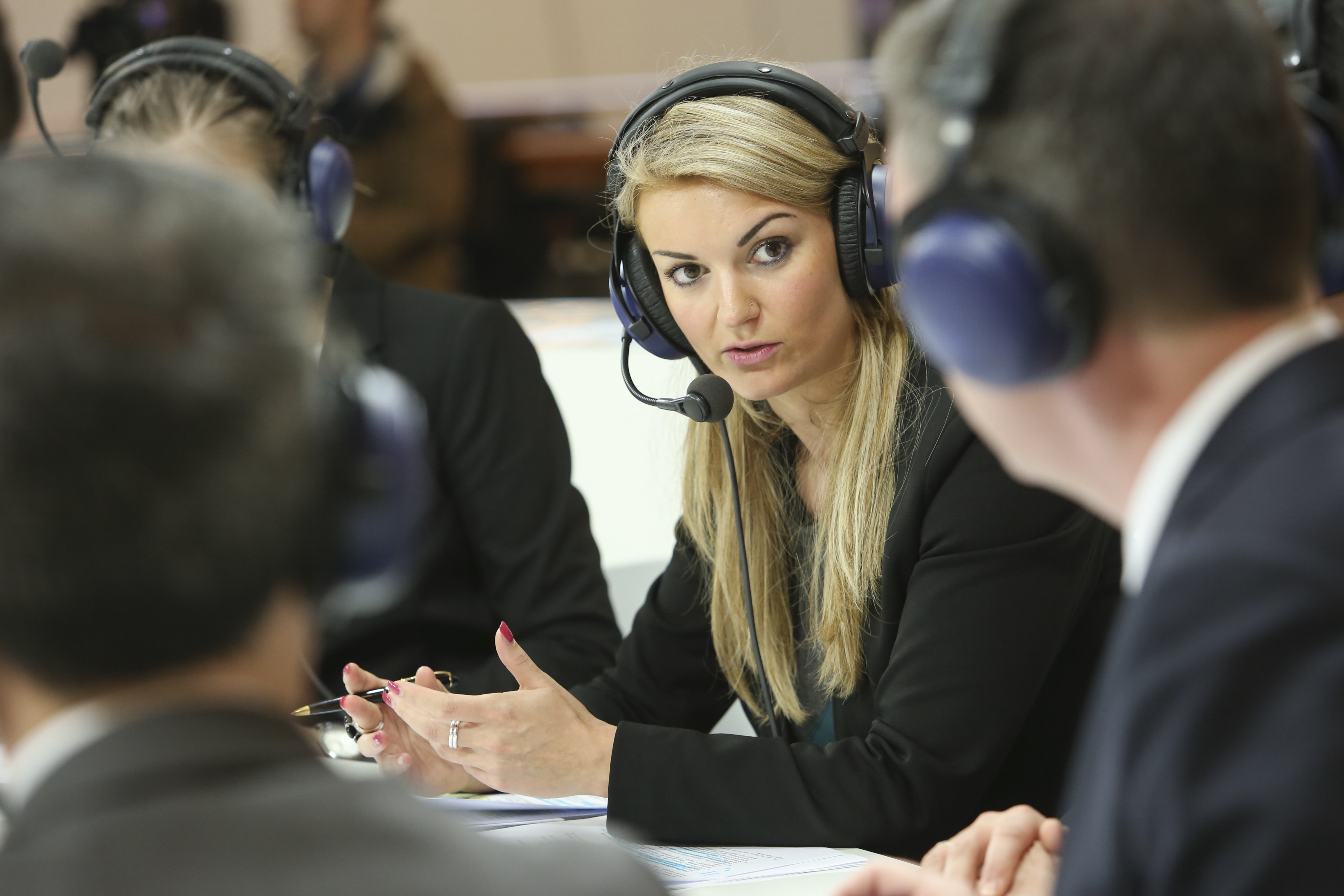
Mina Andreeva (2015)

Mina Alexandrova Andreeva (* 1983 in Sofia, Bulgarien) ist eine bulgarisch-deutsche Politikwissenschaftlerin und Juristin.

## Leben
Andreeva wurde 1983 in der bulgarischen Hauptstadt Sofia geboren. 1991, im Alter von acht Jahren, zog Andreeva mit ihrer Familie zu ihrem Vater nach Köln, wo er als Journalist beim deutschen Auslandssender Deutsche Welle arbeitete. Andreeva schloss ihre Schulausbildung in Köln mit dem Abitur ab und studierte anschließend European Studies an der Universität Maastricht. Nach dem Abschluss ihres Bachelors studierte sie Rechtswissenschaften an der University of Edinburgh auf LL.M.
Nach dem  Studium absolvierte Andreeva 2007 ein fünfmonatiges Praktikum (Traineeship) bei der Europäischen Kommission. Als eine von wenigen erhielt sie die Möglichkeit, anschließend weiter bei der Kommission zu arbeiten und wechselte zur bulgarischen Presse- und Medienabteilung der Kommission. 2012 bestimmte die Luxemburgerin Viviane Reding, EU-Kommissarin für Justiz, Grundrechte und Bürgerschaft, Andreeva zu ihrer alleinigen Pressesprecherin.
Mit der Wahl Jean-Claude Junckers zum EU-Kommissionspräsidenten wechselte Andreeva zu ihm und war alleinige Pressesprecherin Junckers. Die Nachrichtenseite Politico.eu bezeichnete sie als „loyales Mitglied von Junckers innerstem Zirkel“ und als Kopf hinter seiner medialen Außenwahrnehmung.
Seit dem 1. März 2021 leitet sie das Kommunikationsreferat der Generaldirektion EMPL der EU-Kommission.